# Каррагер, Джим
Джеймс (Джим) Ли Ка́ррагер (англ. James Lee Carragher; род. 11 ноября 2002, Ливерпуль, Северо-Западная Англия) — английский и мальтийский футболист. Сын Джейми Каррагера.

## Биография

### Клубная карьера
В восемь лет Каррагер-младший стал заниматься в академии «Ливерпуля». В 2017 году перешёл в академию клуба «Уиган Атлетик». 4 августа 2021 года подписал контракт с основным составом и уже через несколько дней дебютировал за него в матче Кубка Английской футбольной лиги против «Халл Сити». В апреле 2023 года продлил соглашение с клубом на два года.
Дважды отправлялся в аренду: в «Олдем Атлетик» и в команду шотландского Чемпионшипа «Инвернесс Каледониан Тисл». Из-за травмы колена был близок к завершению карьеры.

### В сборной
По отцу имеет мальтийские корни. Его прадед — выходец из города Корми — женился на англичанке и переехал в Великобританию, где родилась Паула — мать Джейми Каррагера. Это обстоятельство помогло отцу и сыну в феврале 2025 года получить мальтийское гражданство. 14 марта 2025 года впервые был вызван в сборную Мальты на матчи отборочного турнира ЧМ-2026 против Финляндии и Польши. 21 марта Каррагер дебютировал за «крестоносцев», проведя на поле все 90 минут в игре против финнов (0:1).